# Campeonato Nacional de Interligas 2022-23
El Campeonato Nacional de Interligas de la temporada 2022-23 fue la cuadragésima tercera edición del máximo evento a nivel de selecciones de fútbol de las federaciones del interior de Paraguay. El campeonato es organizado por la Unión del Fútbol del Interior y en esta edición participaron 31 ligas de los 17 departamentos de Paraguay. El torneo, en su etapa interdepartamental, inició el 14 de noviembre de 2022.
La Liga Encarnacena de Fútbol, del Distrito de Encarnación del Departamento de Itapúa, se coronó campeona por primera vez en su historia ganando el derecho de disputar el campeonato de la División Intermedia y también la Copa San Isidro de Curuguaty, ante el campeón uruguayo de la Copa Nacional de Selecciones del Interior. En febrero de 2023 dicha liga campeona pasó a llamarse Encarnación FC siguiendo las regulaciones de la APF para ingresar a la División Intermedia 2024.

## Sistema de competición
Consta de dos fases, en la primera se conforman llaves donde los mejores clasifican a la siguiente fase y la segunda es la fase de eliminación directa.

## Primera fase
En la primera fase, los equipos de las 31 ligas serán divididas en 14 llaves de dos equipos y 1 de tres, ordenados de acuerdo con la proximidad geográfica. Esta fase se disputará por puntos a través de encuentros de ida y vuelta, con excepción de la llave de 3 equipos, donde solo se disputará la ida, a fin de que todos los participantes tengan el mismo número de partidos disputados.

## Equipos participantes
| Departamento     | Ciudad                           | Equipo                                                                         | Vía de Clasificación |
| ---------------- | -------------------------------- | ------------------------------------------------------------------------------ | --- |
| Concepción       | Horqueta Yby Yaú                 | Liga Horqueteña de Fútbol Liga Yby Yauense de Fútbol                           | Campeón del Torneo Interligas de Concepción 2022 Vicecampeón del Torneo Interligas de Concepción 2022                                                     |
| San Pedro        | Capiibary Choré General Aquino   | Liga Deportiva Capiibary Liga Deportiva de Choré Liga General Aquino de Fútbol | Campeón del Torneo Interligas de San Pedro 2022 Vicecampeón del Torneo Interligas de San Pedro 2022 Tercer Puesto del Torneo Interligas de San Pedro 2022 |
| Cordillera       | Caacupé Emboscada                | Liga Caacupeña de Fútbol Liga Emboscadeña de Deportes                          | Campeón del Torneo Interligas de Cordillera 2022 Vicecampeón del Torneo Interligas de Cordillera 2022                                                     |
| Guairá           | Paso Yobai Independencia         | Liga Deportiva Paso Yobai Liga Independencia de Fútbol                         | Campeón del Torneo Interligas Guairá de 2022 Vicecampeón del Torneo Interligas de Guairá 2022                                                             |
| Caaguazú         | San José de los Arroyos Carayaó  | Liga Sanjosiana de Deportes Liga Deportiva de Carayaó                          | Campeón del Torneo Interligas de Caaguazú 2022 Vicecampeón del Torneo Interligas de Caaguazú 2022                                                         |
| Caazapá          | San Juan Nepomuceno Caazapá      | Liga de Fútbol Gob. Rivera Liga Caazapeña de Fútbol                            | Campeón del Torneo Interligas de Caazapá 2022 Vicecampeón del Torneo Interligas de Caazapá 2022                                                           |
| Itapúa           | Encarnación Tomás Romero Pereira | Liga Encarnacena de Fútbol Liga Deportiva María Auxiliadora                    | Campeón del Torneo Interligas de Itapúa 2022 Vicecampeón del Torneo Interligas de Itapúa 2022                                                             |
| Misiones         | Santa María de Fe Santa Rosa     | Liga Santa María de Fe de Fútbol Liga Misionera del Sur                        | Campeón del Torneo Interligas de Misiones 2022 Vicecampeón del Torneo Interligas de Misiones 2022                                                         |
| Paraguarí        | Ybycuí Acahay                    | Liga Agrícola de Fútbol Liga Acahaiense de Fútbol                              | Campeón del Torneo Interligas de Paraguarí 2022 Vicecampeón del Torneo Interligas de Paraguarí 2022                                                       |
| Alto Paraná      | Presidente Franco Minga Guazú    | Liga Franqueña de Fútbol Liga Minguera de Fútbol                               | Campeón del Torneo Interligas de Alto Paraná 2022 Vicecampeón del Torneo Interligas de Alto Paraná 2022                                                   |
| Central          | Itauguá San Lorenzo              | Liga Itaugüeña de Fútbol Liga Sanlorenzana de Futbol                           | Campeón del Torneo Interligas de Central 2022 Vicecampeón del Torneo Interligas de Central 2022                                                           |
| Ñeembucú         | Pilar Alberdi                    | Liga Pilarense de Fútbol Liga Alberdeña de Deportes                            | Campeón del Torneo Interligas de Ñeembucú 2022 Vicecampeón del Torneo Interligas de Ñeembucú 2022                                                         |
| Amambay          | Pedro Juan Caballero             | Liga Deportiva del Amambay                                                     | Campeón del Torneo Interligas de Amambay 2022 |
| Canindeyú        | Curuguaty Salto del Guairá       | Liga Curuguateña de Fútbol Liga Deportiva Salto del Guairá                     | Campeón del Torneo Interligas de Canindeyú 2022 Vicecampeón del Torneo Interligas de Canindeyú 2022                                                       |
| Presidente Hayes | Villa Hayes                      | Liga Villahayense de Fútbol                                                    | Campeón del Torneo Interligas de Presidente Hayes 2022 |
| Boquerón         | Filadelfia                       | Liga Deportiva Defensores del Chaco                                            | Campeón del Torneo Interligas de Boquerón 2022 |
| Alto Paraguay    | Fuerte Olimpo                    | Liga Olimpeña de Fútbol                                                        | Campeón del Torneo Interligas de Alto Paraguay 2022 |

## Primera fase
Los días en que se disputaron las fases, están señaladas a continuación:
- Ida: 14 y 20 de noviembre
- Vuelta: 27 de noviembre

| Partidos          | Partidos         | Partidos          | Partidos                | Partidos        | Partidos | Partidos |
| Equipo 1          | Resultado        | Equipo 2          | Estadio                 | Día             | Hora     |          |
| ----------------- | ---------------- | ----------------- | ----------------------- | --------------- | -------- | -------- |
| Capiibary         | 2 - 2            | Yby Yauense       | Eligio Ramírez          | 14 de noviembre | 16:00    |          |
| Caazapeña         | 1 - 1            | Agrícola          | 25 de enero             | 20 de noviembre | 16:00    |          |
| Acahaiense        | 2 - 1            | Gobernador Rivera | 12 de Octubre           | 20 de noviembre | 16:00    |          |
| Emboscadeña       | 1 - 0            | Itaugüeña         | Guanahani               | 20 de noviembre | 16:00    |          |
| Sanlorenzana      | 0 - 0            | Caacupeña         | Gunther Vogel           | 20 de noviembre | 16:00    |          |
| Albedeña          | 0 - 1            | Santa María de Fe | Liga Albedeña           | 20 de noviembre | 16:00    |          |
| Misionera del Sur | 4 - 2            | Pilarense         | Libertad                | 20 de noviembre | 16:00    |          |
| Minguera          | 0 - 2            | Encarnacena       | Pa'i Coronel            | 20 de noviembre | 16:00    |          |
| María Auxiliadora | 1 - 0            | Franqueña         | Julia Maciel            | 20 de noviembre | 16:00    |          |
| General Aquino    | 2 - 1            | Curuguateña       | 24 de Mayo              | 20 de noviembre | 16:00    |          |
| Salto del Guairá  | 1 - 0            | Choré             | Nacional SG             | 20 de noviembre | 16:00    |          |
| Carayaó           | 4 - 0            | Paso Yobai        | Nacional (Carayaó)      | 20 de noviembre | 16:00    |          |
| Independencia     | 3 - 2            | Sanjosiana        | 19 de Julio             | 20 de noviembre | 16:00    |          |
| Horqueteña        | 1 - 0            | Amambay           | Liga Horqueteña         | 20 de noviembre | 16:00    |          |
| Agrícola          | 3 - 2            | Caazapeña         | Pedro Julio Duarte      | 27 de noviembre | 16:00    |          |
| Gobernador Rivera | 1 - 0 (4-2 pen.) | Acahaiense        | Liga Gobernador Rivera  | 27 de noviembre | 16:00    |          |
| Itaugüeña         | 5 - 1 (6-7 pen.) | Emboscadeña       | Olimpia                 | 27 de noviembre | 16:00    |          |
| Caacupeña         | 0 - 0 (2-1 pen.) | Sanlorenzana      | Teniente Fariña         | 27 de noviembre | 16:00    |          |
| Santa María de Fe | 2 - 1            | Albedeña          | 8 de Septiembre         | 27 de noviembre | 16:00    |          |
| Pilarense         | 1 - 0 (3-4 pen.) | Misionera del Sur | Hércules Alliana        | 27 de noviembre | 16:00    |          |
| Encarnacena       | 1 - 1            | Minguera          | Don Carlos Memmel       | 27 de noviembre | 16:00    |          |
| Franqueña         | 4 - 1 (3-1 pen.) | María Auxiliadora | Felipe Giménez          | 27 de noviembre | 16:00    |          |
| Curuguateña       | 1 - 2            | General Aquino    | Municipal de Curuaguaty | 27 de noviembre | 16:00    |          |
| Choré             | 2 - 1 (4-3 pen.) | Salto del Guairá  | Atanacio Villagra       | 27 de noviembre | 16:00    |          |
| Paso Yobai        | 1 - 3            | Carayaó           | Liga Paso Yobai         | 27 de noviembre | 16:00    |          |
| Sanjosiana        | 1 - 0 (4-3 pen.) | Independencia     | San José                | 27 de noviembre | 16:00    |          |
| Amambay           | 1 - 5            | Horqueteña        | Río Parapití            | 27 de noviembre | 16:00    |          |
| Yby Yauense       | 1 - 1 (3-5 pen.) | Capiibary         | Nacional (Yby Yaú)      | 27 de noviembre | 16:00    |          |

### Llave del Chaco
| Pos. | Equipo                    | Pts. | PJ | G | E | P | GF | GC | Dif. |  |
| ---- | ------------------------- | ---- | -- | - | - | - | -- | -- | ---- |  |
| 1    | Liga Villahayense         | 2    | 2  | 0 | 2 | 0 | 4  | 4  | 0    |  |
| 2    | Liga Olimpeña             | 2    | 2  | 0 | 2 | 0 | 3  | 3  | 0    |  |
| 3    | Liga Defensores del Chaco | 2    | 2  | 0 | 2 | 0 | 3  | 3  | 0    |  |

Actualizado a los partidos jugados el 20 de noviembre de 2022.
 Fuente: APF
| SF | Clasificados a Segunda Fase |

| Resultados                  | Resultados | Resultados           | Resultados         | Resultados      | Resultados | Resultados |
| Equipo 1                    | Resultado  | Equipo 2             | Estadio            | Día             | Hora       |            |
| --------------------------- | ---------- | -------------------- | ------------------ | --------------- | ---------- | ---------- |
| Defensores del Chaco        | 2 - 2      | Villahayense         | Deportivo Fernheim | 14 de noviembre | 16:00      |            |
| Libre: Olimpeña             |            |                      |                    |                 |            |            |
| Olimpeña                    | 1 - 1      | Defensores del Chaco | Pa'i Coronel       | 20 de noviembre | 16:00      |            |
| Libre: Villahayense         |            |                      |                    |                 |            |            |
| Villahayense                | 2 - 2      | Olimpeña             | 12 de Junio        | 27 de noviembre | 16:00      |            |
| Libre: Defensores del Chaco |            |                      |                    |                 |            |            |

## Segunda fase

### Cuadro de desarrollo
|  | Octavos de final 4 y 11 de diciembre | Octavos de final 4 y 11 de diciembre | Octavos de final 4 y 11 de diciembre |                                      |             | Cuartos de final 17 y 23 de diciembre | Cuartos de final 17 y 23 de diciembre | Cuartos de final 17 y 23 de diciembre |  |  | Semifinales 30 de diciembre y 8 de enero | Semifinales 30 de diciembre y 8 de enero | Semifinales 30 de diciembre y 8 de enero |  |  | Final 15 de enero | Final 15 de enero | Final 15 de enero |
|  |                                      |                                      |                                      |                                      |             |                                       |                                       |                                       |  |  |                                          |                                          |                                          |  |  |                   |                   |                   |
|  |                                      |                                      |                                      |                                      |             |                                       |                                       |                                       |  |  |                                          |                                          |                                          |  |  |                   |                   |                   |
|  |                                      |                                      |                                      |                                      |             |                                       |                                       |                                       |  |  |                                          |                                          |                                          |  |  |                   |                   |                   |
|  | Caacupeña                            | 0                                    | 0                                    |                                      |             |                                       |                                       |                                       |  |  |                                          |                                          |                                          |  |  |                   |                   |                   |
|  | Caacupeña                            | 0                                    | 0                                    |                                      |             |                                       |                                       |                                       |  |  |                                          |                                          |                                          |  |  |                   |                   |                   |
|  | Agrícola                             | 0                                    | 5                                    |                                      |             |                                       |                                       |                                       |  |  |                                          |                                          |                                          |  |  |                   |                   |                   |
|  | Agrícola                             | 0                                    | 5                                    | Agrícola                             | 2           | 2                                     |                                       |                                       |  |  |                                          |                                          |                                          |  |  |                   |                   |                   |
|  |                                      |                                      |                                      | Agrícola                             | 2           | 2                                     |                                       |                                       |  |  |                                          |                                          |                                          |  |  |                   |                   |                   |
|  |                                      | Gobernador Rivera                    | 1                                    | 2                                    |             |                                       |                                       |                                       |  |  |                                          |                                          |                                          |  |  |                   |                   |                   |
|  | Gobernador Rivera                    | Gobernador Rivera                    | 1                                    | 2                                    | 1           | 1 (5)                                 |                                       |                                       |  |  |                                          |                                          |                                          |  |  |                   |                   |                   |
|  | Gobernador Rivera                    |                                      |                                      |                                      | 1           | 1 (5)                                 |                                       |                                       |  |  |                                          |                                          |                                          |  |  |                   |                   |                   |
|  | Emboscadeña                          | 0                                    | 2 (4)                                |                                      |             |                                       |                                       |                                       |  |  |                                          |                                          |                                          |  |  |                   |                   |                   |
|  | Emboscadeña                          | 0                                    | 2 (4)                                | Agrícola                             | 0           | 1 (2)                                 |                                       |                                       |  |  |                                          |                                          |                                          |  |  |                   |                   |                   |
|  |                                      |                                      |                                      | Agrícola                             | 0           | 1 (2)                                 |                                       |                                       |  |  |                                          |                                          |                                          |  |  |                   |                   |                   |
|  |                                      | Encarnacena                          | 4                                    | 0 (4)                                |             |                                       |                                       |                                       |  |  |                                          |                                          |                                          |  |  |                   |                   |                   |
|  | Franqueña                            | Encarnacena                          | 4                                    | 0 (4)                                | 4           | 0                                     |                                       |                                       |  |  |                                          |                                          |                                          |  |  |                   |                   |                   |
|  | Franqueña                            |                                      |                                      |                                      | 4           | 0                                     |                                       |                                       |  |  |                                          |                                          |                                          |  |  |                   |                   |                   |
|  | Santa María                          | 1                                    | 0                                    |                                      |             |                                       |                                       |                                       |  |  |                                          |                                          |                                          |  |  |                   |                   |                   |
|  | Santa María                          | 1                                    | 0                                    | Franqueña                            | 1           | 1                                     |                                       |                                       |  |  |                                          |                                          |                                          |  |  |                   |                   |                   |
|  |                                      |                                      |                                      | Franqueña                            | 1           | 1                                     |                                       |                                       |  |  |                                          |                                          |                                          |  |  |                   |                   |                   |
|  |                                      | Encarnacena                          | 2                                    | 1                                    |             |                                       |                                       |                                       |  |  |                                          |                                          |                                          |  |  |                   |                   |                   |
|  | Misionera del Sur                    | Encarnacena                          | 2                                    | 1                                    | 1           | 0                                     |                                       |                                       |  |  |                                          |                                          |                                          |  |  |                   |                   |                   |
|  | Misionera del Sur                    |                                      |                                      | Estadio Luis Alberto Salinas Tanasio | 1           | 0                                     |                                       |                                       |  |  |                                          |                                          |                                          |  |  |                   |                   |                   |
|  | Encarnacena                          | 3                                    | 3                                    |                                      |             |                                       |                                       |                                       |  |  |                                          |                                          |                                          |  |  |                   |                   |                   |
|  | Encarnacena                          | 3                                    | 3                                    | Encarnacena                          | Encarnacena | 6                                     |                                       |                                       |  |  |                                          |                                          |                                          |  |  |                   |                   |                   |
|  |                                      |                                      |                                      | Encarnacena                          | Encarnacena | 6                                     |                                       |                                       |  |  |                                          |                                          |                                          |  |  |                   |                   |                   |
|  |                                      | Horqueteña                           | Horqueteña                           | 2                                    |             |                                       |                                       |                                       |  |  |                                          |                                          |                                          |  |  |                   |                   |                   |
|  | Sanjosiana                           | Horqueteña                           | Horqueteña                           | 2                                    | 3           | 0                                     |                                       |                                       |  |  |                                          |                                          |                                          |  |  |                   |                   |                   |
|  | Sanjosiana                           |                                      |                                      |                                      | 3           | 0                                     |                                       |                                       |  |  |                                          |                                          |                                          |  |  |                   |                   |                   |
|  | General Aquino                       | 2                                    | 0                                    |                                      |             |                                       |                                       |                                       |  |  |                                          |                                          |                                          |  |  |                   |                   |                   |
|  | General Aquino                       | 2                                    | 0                                    | Sanjosiana                           | 0           | 2                                     |                                       |                                       |  |  |                                          |                                          |                                          |  |  |                   |                   |                   |
|  |                                      |                                      |                                      | Sanjosiana                           | 0           | 2                                     |                                       |                                       |  |  |                                          |                                          |                                          |  |  |                   |                   |                   |
|  |                                      | Choré                                | 0                                    | 1                                    |             |                                       |                                       |                                       |  |  |                                          |                                          |                                          |  |  |                   |                   |                   |
|  | Choré                                | Choré                                | 0                                    | 1                                    | 3           | 0 (3)                                 |                                       |                                       |  |  |                                          |                                          |                                          |  |  |                   |                   |                   |
|  | Choré                                |                                      |                                      |                                      | 3           | 0 (3)                                 |                                       |                                       |  |  |                                          |                                          |                                          |  |  |                   |                   |                   |
|  | Carayaó                              | 0                                    | 1 (2)                                |                                      |             |                                       |                                       |                                       |  |  |                                          |                                          |                                          |  |  |                   |                   |                   |
|  | Carayaó                              | 0                                    | 1 (2)                                | Sanjosiana                           | 2           | 0 (0)                                 |                                       |                                       |  |  |                                          |                                          |                                          |  |  |                   |                   |                   |
|  |                                      |                                      |                                      | Sanjosiana                           | 2           | 0 (0)                                 |                                       |                                       |  |  |                                          |                                          |                                          |  |  |                   |                   |                   |
|  |                                      | Horqueteña                           | 1                                    | 1 (3)                                |             |                                       |                                       |                                       |  |  |                                          |                                          |                                          |  |  |                   |                   |                   |
|  | Olimpeña                             | Horqueteña                           | 1                                    | 1 (3)                                | 0           | 0                                     |                                       |                                       |  |  |                                          |                                          |                                          |  |  |                   |                   |                   |
|  | Olimpeña                             |                                      |                                      |                                      | 0           | 0                                     |                                       |                                       |  |  |                                          |                                          |                                          |  |  |                   |                   |                   |
|  | Horqueteña                           | 2                                    | 2                                    |                                      |             |                                       |                                       |                                       |  |  |                                          |                                          |                                          |  |  |                   |                   |                   |
|  | Horqueteña                           | 2                                    | 2                                    | Horqueteña                           | 2           | 2                                     |                                       |                                       |  |  |                                          |                                          |                                          |  |  |                   |                   |                   |
|  |                                      |                                      |                                      | Horqueteña                           | 2           | 2                                     |                                       |                                       |  |  |                                          |                                          |                                          |  |  |                   |                   |                   |
|  |                                      | Villahayense                         | 0                                    | 2                                    |             |                                       |                                       |                                       |  |  |                                          |                                          |                                          |  |  |                   |                   |                   |
|  | Capiibary                            | Villahayense                         | 0                                    | 2                                    | 4           | 2 (5)                                 |                                       |                                       |  |  |                                          |                                          |                                          |  |  |                   |                   |                   |
|  | Capiibary                            |                                      |                                      |                                      | 4           | 2 (5)                                 |                                       |                                       |  |  |                                          |                                          |                                          |  |  |                   |                   |                   |
|  | Villahayense                         | 1                                    | 3 (6)                                |                                      |             |                                       |                                       |                                       |  |  |                                          |                                          |                                          |  |  |                   |                   |                   |
|  | Villahayense                         | 1                                    | 3 (6)                                |                                      |             |                                       |                                       |                                       |  |  |                                          |                                          |                                          |  |  |                   |                   |                   |

### Octavos de final
| Octavos de final  | Octavos de final | Octavos de final  | Octavos de final       | Octavos de final | Octavos de final | Octavos de final |
| Equipo 1          | Resultado        | Equipo 2          | Estadio                | Día              | Hora             |                  |
| ----------------- | ---------------- | ----------------- | ---------------------- | ---------------- | ---------------- | ---------------- |
| Caacupeña         | 0 - 0            | Agrícola          | Teniente Fariña        | 4 de diciembre   | 17:00            |                  |
| Gobernador Rivera | 1 - 0            | Emboscadeña       | Liga Gobernador Rivera | 4 de diciembre   | 17:00            |                  |
| Franqueña         | 4 - 1            | Santa María       | Felipe Giménez         | 4 de diciembre   | 17:00            |                  |
| Misionera del Sur | 1 - 3            | Encarnacena       | Club Libertad          | 4 de diciembre   | 17:00            |                  |
| Sanjosiana        | 3 - 2            | General Aquino    | Club San José          | 4 de diciembre   | 17:00            |                  |
| Choré             | 3 - 0            | Carayaó           | Atanacio Villagra      | 4 de diciembre   | 17:00            |                  |
| Olimpeña          | 0 - 2            | Horqueteña        | Deportivo Olimpeño     | 4 de diciembre   | 17:00            |                  |
| Capiibary         | 4 - 1            | Villahayense      | Eligio Ramírez         | 4 de diciembre   | 17:00            |                  |
| Agrícola          | 5 - 0            | Caacupeña         | Pedro Julio Duarte     | 11 de diciembre  | 17:00            |                  |
| Emboscadeña       | 2 - 1 (4-5 pen.) | Gobernador Rivera | Guanahani              | 11 de diciembre  | 17:00            |                  |
| Santa María       | 0 - 0            | Franqueña         | 8 de Setiembre         | 11 de diciembre  | 17:00            |                  |
| Encarnacena       | 3 - 0            | Misionera del Sur | Don Carlos Memmel      | 11 de diciembre  | 17:00            |                  |
| General Aquino    | 0 - 0            | Sanjosiana        | 24 de Mayo             | 11 de diciembre  | 17:00            |                  |
| Carayaó           | 1 - 0 (2-3 pen.) | Choré             | Nacional               | 11 de diciembre  | 17:00            |                  |
| Horqueteña        | 2 - 0            | Olimpeña          | Liga Horqueteña        | 11 de diciembre  | 17:00            |                  |
| Villahayense      | 3 - 2 (6-5 pen.) | Capiibary         | 12 de Junio            | 11 de diciembre  | 17:00            |                  |

### Cuartos de final
| Cuartos de final  | Cuartos de final | Cuartos de final  | Cuartos de final       | Cuartos de final | Cuartos de final | Cuartos de final |
| Equipo 1          | Resultado        | Equipo 2          | Estadio                | Día              | Hora             |                  |
| ----------------- | ---------------- | ----------------- | ---------------------- | ---------------- | ---------------- | ---------------- |
| Gobernador Rivera | 1 - 2            | Agrícola          | Liga Gobernador Rivera | 17 de diciembre  | 17:00            |                  |
| Encarnacena       | 2 - 1            | Franqueña         | Don Carlos Memmel      | 17 de diciembre  | 17:00            |                  |
| Choré             | 0 - 0            | Sanjosiana        | Atanacio Villagra      | 17 de diciembre  | 17:00            |                  |
| Villahayense      | 0 - 2            | Horqueteña        | 12 de Junio            | 17 de diciembre  | 17:00            |                  |
| Agrícola          | 2 - 2            | Gobernador Rivera | Julio Duarte Ortellado | 23 de diciembre  | 17:00            |                  |
| Franqueña         | 1 - 1            | Encarnacena       | Felipe Giménez         | 23 de diciembre  | 17:00            |                  |
| Sanjosiana        | 2 - 1            | Choré             | Club San José          | 23 de diciembre  | 17:00            |                  |
| Horqueteña        | 2 - 2            | Villahayense      | Liga Horqueteña        | 23 de diciembre  | 17:00            |                  |

### Semifinal
| Semifinales | Semifinales      | Semifinales | Semifinales            | Semifinales     | Semifinales | Semifinales |
| Equipo 1    | Resultado        | Equipo 2    | Estadio                | Día             | Hora        |             |
| ----------- | ---------------- | ----------- | ---------------------- | --------------- | ----------- | ----------- |
| Sanjosiana  | 2 - 1            | Horqueteña  | Club San José          | 30 de diciembre | 17:00       |             |
| Encarnacena | 4 - 0            | Agrícola    | Villa Alegre           | 30 de diciembre | 17:30       |             |
| Horqueteña  | 1 - 0 (3-0 pen.) | Sanjosiana  | Liga Horqueteña        | 8 de enero      | 17:00       |             |
| Agrícola    | 1 - 0 (2-4 pen.) | Encarnacena | Municipal de Carapeguá | 8 de enero      | 17:00       |             |

### Final
| Final       | Final     | Final      | Final                        | Final       | Final | Final |
| Equipo 1    | Resultado | Equipo 2   | Estadio                      | Día         | Hora  |       |
| ----------- | --------- | ---------- | ---------------------------- | ----------- | ----- | ----- |
| Encarnacena | 6 - 2     | Horqueteña | Luis Alberto Salinas Tanasio | 15 de enero | 18:00 |       |

| Campeón Liga Encarnacena de Fútbol 1º título |